# 大阪ゼロロクブルズ
大阪ゼロロクブルズ（おおさかゼロロクブルズ）は、2011年に大阪府東大阪市で発足した野球チーム。2011年から旧関西独立リーグに加盟し、2012年のシーズンから公式戦に参加した。2013年のシーズン終了後に旧関西独立リーグを脱退し、2014年からは兵庫ブルーサンダーズ（現・兵庫ブレイバーズ）とともに設立した関西独立リーグ（さわかみ関西独立リーグ）に加盟している。
発足から2022年までのチーム名は06BULLS（06ブルズ）であったが、2023年より現球団名に変更した。

## 概要
2020年までの運営母体は特定非営利活動法人（NPO）のスポーツクリエイションで、設立当時の代表は中野彰だった。初代監督の村上隆行は、2010年限りで解散した大阪ゴールドビリケーンズの監督を務めており、改めて大阪府を本拠とする球団に関わることとなった。後述の通り、2020年のシーズン終了後に株式会社ゼロロクの運営に変更となった。
発足当時のチーム名の「06」については大阪の市外局番であるとともに「将来的には関西の2府4県、6の頂点に立つという野望」から、また「ブルズ」（雄牛）については村上監督が選手として活躍した近鉄バファローズから付けられた。村上は加盟発表の記者会見で、「豪快ないてまえ野球と緻密さを融合させたい」と語った。加盟発表直後の村上へのインタビューでは、チーム名は公募であったこと、本心は「バファローズ」と付けたかったことを述べている。
リーグの他チーム同様、基本的に選手は無報酬で、アルバイトなどにより生活費を得ている。2024年の開幕前には、選手7名を千葉ロッテマリーンズのキャンプに「アルバイト」として派遣したと報じられた。

### 開催球場
本拠地球場は花園セントラルスタジアム（花園中央公園野球場）。花園セントラルスタジアムには照明設備がなく、同球場で実施されるホームゲームはすべてデーゲームである。
このほかの開催球場として豊中ローズ球場があり、2019年に予定されていた1試合が中止になった後は3年間日程に組まれなかったが、2023年の日程では4年ぶりに2試合が実施された。2025年は2年ぶりに4試合が予定されており、4試合ともナイター（16時開始の薄暮試合）となっている。
2021年は中止の振替1試合を、対戦相手の神戸三田の本拠地である城山公園野球場（アメニスキッピースタジアム）をホームとして実施している（2試合予定されたが1試合は雨天で花園に再振替）。
2012年の関西独立リーグ加入当時は住之江公園野球場や龍間運動広場野球場（大東市、通称：龍間ぐりーんふぃーるど）でも試合を開催したが、2013年以降は実施していない。
2025年の日程では当初は花園と豊中ローズのみでの開催だったが、開幕後の5月1日に、8月予定の1試合（花園）を奈良県の大和郡山市営球場（ならっきー球場）で開催する形に変更された（開催日も変更）。しかし、5月28日に再度の球場・日程の変更で花園での開催に戻った。

## 歴史
2011年6月28日に旧関西独立リーグが、スポーツクリエイション（2012年12月に大阪府のNPO法人認証を取得、東大阪市）を運営母体とした新球団の準加盟申請を承認。元近鉄バファローズ選手の村上隆行が監督に就任。監督の村上によると、当初のチーム作りは「ゼロからのスタート」で、選手募集も村上の個人ブログで告知したという。
2011年10月20日ホームタウンとなる東大阪市内の球場で記者会見し、正式に関西独立リーグ加盟を公表した。
加入初年度の2012年は前後期とも優勝争いに加わったが、いずれも僅差で兵庫ブルーサンダーズに及ばなかった。しかし、年間優勝チームを決めるリーグチャンピオンシップでは、1勝のアドバンテージを持つ兵庫を3勝0敗（アドバンテージ含まず）で倒し、初年度にして年間優勝を達成した。
2年目の2013年は前期は2位、後期に優勝を達成。前年と同じ兵庫との対戦となったリーグチャンピオンシップを3勝1敗で制して、2年連続で（関西独立リーグ最後の）年間優勝チームとなった。
2013年12月に関西独立リーグを脱退後、兵庫と歩調を合わせてBASEBALL FIRST LEAGUEを設立し、所属球団となる（リーグは2018年12月4日に「関西独立リーグ」に改称）。
新リーグ初年度の2014年はレギュラーシーズンは2位であったが、レギュラーシーズン優勝の兵庫とのチャンピオンシップに2勝0敗で勝ち、チャンピオンシップによる優勝チームとなった。関西独立リーグ以来、チャンピオンシップでは兵庫に対して通算3連勝となる。
2015年度は前後期ともに2位であった。リーグ規定では前後期を制した兵庫とチャンピオンシップが開催される予定であったが、試合日程の都合で取りやめとなり（兵庫をリーグ優勝チームと認定）、4年連続でのチャンピオンシップ優勝はならなかった。
2016年3月、代表が水永将太に交代するとともに、元プロ野球選手の大西宏明ら2名が新たに理事に就任した。
2016年シーズンはリーグ戦では前年に続いて2位であったが、今年度のみ開催されたトーナメントステージでは3回すべてに優勝し、リーグチャンピオンシップ出場権を獲得した。リーグチャンピオンシップは初戦から連勝したが、第3戦から連敗し、リーグ優勝によるアドバンテージ1勝を持つ兵庫に逆転で敗退した。ポストシーズンゲームでは初めて兵庫に敗れた。
2017年は首位の兵庫に10.5ゲーム差を付けられ、チャンピオンシップの開催条件となる5.0ゲーム差以内に入ることができず、2年ぶりにチャンピオンシップに出場できなかった。
2018年は和歌山の優勝決定後、兵庫とチャンピオンシップ出場の2位を争う形となったが、直接対決の最終戦に敗れて3位となり、前年に続けてチャンピオンシップ出場を逃した。シーズン終了後の11月6日、中日ドラゴンズコーチへの就任が決まった監督の村上隆行が退任し、後任には元近鉄コーチの村田辰美が就任することが発表された。
2019年8月1日に、元阪神タイガースの桜井広大がコーチに就任すると発表した（リーグからの正式な公示は8月10日）。2019年のレギュラーシーズンは兵庫に0.5ゲーム差の2位となる。3年ぶりにリーグチャンピオンシップに出場したが、兵庫に8対12で敗れ、5年ぶりのチャンピオンシップ制覇はならなかった。
2020年シーズン開幕後の7月12日に、選手に新型コロナウイルス感染者との濃厚接触があったと判明し、13日から活動を停止した。7月16日に、選手1名がPCR検査で陽性反応（無症状）であったことが発表された。今シーズンは3位に終わる。シーズン終了後の11月6日、球団運営組織をNPO法人から株式会社ゼロロクに変更すること、およびコーチの桜井広大が昇格して監督に就任することと谷口功一がゼネラルマネージャーに就任することを発表した。
2021年は3ゲーム差の僅差ながら2018年以来の最下位に終わる。シーズン終了後の11月12日に、GM補佐兼任投手コーチとして元横浜DeNAベイスターズの藤井秀悟が就任することを発表した。
2022年3月18日に茶木詩音がスタジアムアナウンサーを務めることが発表された。
2022年10月1日、2023年シーズンより球団名を「大阪ゼロロクブルズ」に変更すると発表した。球団ロゴも変更されるとともに、従来同様東大阪市を本拠としつつも「河内地域・摂津地域を中心に地域に根ざしたスポーツチーム」として活動するとしている。10月4日に監督の桜井広大の退任を発表。10月17日に、GM補佐兼投手コーチの藤井の監督就任と、ヘッドコーチに浅井良、バッテリーコーチに小山桂司がそれぞれ就任することを発表した。
2023年は先行した和歌山を追う展開で、8月末には和歌山・堺と僅差の争いとなった。終盤まで優勝の可能性を残していたが、9月20日の対和歌山戦に敗れ、脱落した。最終的に3位で終了した。11月1日付で、球団代表兼GMの谷口功一がGM専任となり、後任の球団代表には元選手で球団代表補佐だった孫入優希が就任した。
2024年は3位に終わる。
2025年1月6日に今年度の首脳陣を発表し、谷口と藤井が役職を交代する形（監督が谷口、GM兼投手コーチが藤井）で異動となったほか、ヘッドコーチの浅井が昨シーズンをもって退団となった。シーズン開幕後の6月9日、山崎伸悟が同月1日付で球団代表に就任したことを発表した。

## 成績

### 関西独立リーグ (初代)

#### リーグ戦
| 年度 | 期 | 監督     | 順位 | 試合 | 勝利 | 敗戦 | 引分 | 勝率 | ゲーム差  |
| ---- | -- | -------- | ---- | ---- | ---- | ---- | ---- | ---- | --------- |
| 2012 | 前 | 村上隆行 | 2    | 32   | 18   | 10   | 4    | .643 | 1.5       |
| 2012 | 後 | 村上隆行 | 2    | 32   | 17   | 11   | 4    | .607 | 2.0       |
| 2013 | 前 | 村上隆行 | 2    | 32   | 15   | 15   | 2    | .500 | 3.5       |
| 2013 | 後 | 村上隆行 | 1    | 31   | 21   | 8    | 2    | .724 | （注）8.0 |

（注）2位とのゲーム差

#### チャンピオンシップ
- 2012年 - 年間総合優勝（3勝0敗：対戦は兵庫）
- 2013年 - 年間総合優勝（3勝1敗：対戦は兵庫）

### BFL→関西独立リーグ

#### リーグ戦
| 年度 | 期 | 監督     | 順位 | 試合 | 勝利 | 敗戦 | 引分 | 勝率 | ゲーム差 |
| ---- | -- | -------- | ---- | ---- | ---- | ---- | ---- | ---- | -------- |
| 2014 | 全 | 村上隆行 | 2    | 35   | 18   | 12   | 5    | .600 | 2.5      |
| 2015 | 前 | 村上隆行 | 2    | 24   | 10   | 12   | 2    | .455 | 7.0      |
| 2015 | 後 | 村上隆行 | 2    | 23   | 14   | 9    | 0    | .609 | 3.0      |
| 2016 | 全 | 村上隆行 | 2    | 36   | 21   | 14   | 1    | .600 | 4.0      |
| 2017 | 全 | 村上隆行 | 2    | 36   | 13   | 19   | 4    | .406 | 10.5     |
| 2018 | 全 | 村上隆行 | 3    | 33   | 14   | 18   | 1    | .438 | 5.0      |
| 2019 | 全 | 村田辰美 | 2    | 45   | 24   | 17   | 5    | .585 | 0.5      |
| 2020 | 全 | 村田辰美 | 3    | 27   | 11   | 15   | 1    | .423 | 7.0      |
| 2021 | 全 | 桜井広大 | 4    | 48   | 20   | 23   | 5    | .465 | 3.0      |
| 2022 | 全 | 桜井広大 | 3    | 48   | 18   | 27   | 3    | .400 | 18.5     |
| 2023 | 全 | 藤井秀悟 | 3    | 48   | 28   | 18   | 2    | .609 | 1.5      |
| 2024 | 全 | 藤井秀悟 | 3    | 50   | 27   | 19   | 4    | .587 | 16.5     |

※2014年はチャンピオンシップ勝利チームとしての年間優勝。
※2024年は淡路島ウォリアーズがシーズン途中でリーグ戦不参加になったことに伴い、未消化の3試合が不戦勝扱いとなった。

#### トーナメントステージ
| 年度 | 第1回 | 第2回 | 第3回 | 総合 |
| ---- | ----- | ----- | ----- | ---- |
| 2016 | 1位   | 1位   | 1位   | 1位  |

#### チャンピオンシップ
- 2014年 - 優勝（2勝0敗：対戦は兵庫）
- 2016年 - 2勝3敗（対戦は兵庫）※兵庫はリーグ戦優勝によるアドバンテージ1勝あり。
- 2019年 - 0勝2敗（対戦は兵庫）※兵庫はリーグ戦優勝によるアドバンテージ1勝あり。

## スタッフ・選手
指導者・選手は
当球団ではフィールドスタッフ以外のスタッフにも全員背番号が割り当てられている。
- ゼネラルマネージャー：藤井秀悟（背番号23）

## 提携活動
サッカーチームFC大阪との間で、2013年3月27日に相互協力提携を結んでいる。
2017年より、プロレス団体・DRAGON GATEに所属するプロレスラーらで結成された「ドラゴンゲート野球部」との野球対決をメインとするチャリティーイベントを開催している。なおこのイベントの収益金は、地元・東大阪市の「ラグビーのまち東大阪基金」に寄付される。

## マスコット
2023年シーズンまでは、球団名にある雄牛の「ブルル」だった。デザインは、球団ロゴやユニホームをデザインした鈴木一泰（イチローの実兄）による。
2024年4月に新しいマスコット（モチーフは「ブルル」同様牛）のデザインが発表されて名称が公募され、5月15日に「BUBBA（ブーバー）」という名前が発表された。名称の由来は「ブルズ」と「バッファロー」とされている。

## 公認アイドル
2025年2月3日に、大阪のローカルアイドルグループ「イロハサクラ」が球団公認アイドルとして活動することを発表した。